# Spjutkastning för damer i friidrott vid olympiska sommarspelen 2004
 Spjutkastning, damer vid  Olympiska sommarspelen 2004 genomfördes vid Atens olympiska stadion den 25 och 27 augusti.

## Medaljörer
| Event         | Guld                   | Guld         | Silver                 | Silver  | Brons                   | Brons   |
| Spjutkastning | Osleidys Menéndez Kuba | 71,53 m (OR) | Steffi Nerius Tyskland | 65,82 m | Mirela Manjani Grekland | 64,29 m |

## Resultat
Alla resultat visas i meter.

Q automatiskt kvalificerad.

q kvalificerad genom ett av de därnäst bästa resultaten

DNS startade inte.

OR markerar olympiskt rekord.

NR markerar nationsrekord.

PB markerar personligt rekord.

SB markerar bästa resultat under säsongen.

NM markerar ej resultat

DSQ markerar diskvalificerad eller utesluten.

### Kval
Kvalgränsen var satt till 61,00 meter, vilket klarades av 11deltagare, varför den resterande finalplatsen besattes av den med därnäst bästa resultatet.

#### Grupp A
| Placering | Totalt | Idrottare                    | Försök | Försök | Försök | Resultat | Noteringar |
| Placering | Totalt | Idrottare                    | 1      | 2      | 3      | Resultat | Noteringar |
| --------- | ------ | ---------------------------- | ------ | ------ | ------ | -------- | ---------- |
| 1         | 1      | Osleidys Menéndez (CUB)      | 64.91  | —      | —      | 64.91 m  |            |
| 2         | 3      | Tetjana Ljachovjtj (UKR)     | 59.43  | 57.35  | 63.07  | 63.07 m  | NR         |
| 3         | 4      | Savva Lika (GRE)             | 58.29  | 62.22  | —      | 62.22 m  |            |
| 4         | 5      | Steffi Nerius (GER)          | 57.67  | 60.30  | 62.14  | 62.14 m  |            |
| 5         | 7      | Felicia Țilea-Moldovan (ROU) | 52.10  | 59.06  | 62.05  | 62.05 m  |            |
| 6         | 9      | Barbara Madejczyk (POL)      | 59.20  | 61.18  | —      | 61.18 m  |            |
| 7         | 10     | Taina Kolkkala (FIN)         | 61.16  | —      | —      | 61.16 m  |            |
| 8         | 11     | Mirela Manjani (GRE)         | 56.92  | X      | 61.04  | 61.04 m  | SB         |
| 9         | 14     | Claudia Coslovich (ITA)      | 60.58  | X      | X      | 60.58 m  |            |
| 10        | 15     | Christina Obergföll (GER)    | 60.41  | 58.47  | 56.67  | 60.41 m  |            |
| 11        | 18     | Ma Ning (CHN)                | 59.80  | 55.30  | 57.03  | 59.80 m  | SB         |
| 12        | 22     | Mercedes Chilla (ESP)        | 54.12  | X      | 58.45  | 58.45 m  |            |
| 13        | 23     | Barbora Špotáková (CZE)      | 55.39  | 58.20  | X      | 58.20 m  |            |
| 14        | 25     | Jarmila Klimešová (CZE)      | 55.89  | 55.62  | 57.70  | 57.70 m  |            |
| 15        | 27     | Valerija Zabruskova (RUS)    | 57.51  | 57.53  | 55.47  | 57.53 m  |            |
| 16        | 28     | Paula Tarvainen (FIN)        | 56.88  | X      | X      | 56.88 m  |            |
| 17        | 34     | Ilze Gribule (LAT)           | 54.82  | 54.92  | 51.95  | 54.92 m  |            |
| 18        | 36     | Chang Jung-Yeon (KOR)        | X      | 50.54  | 53.93  | 53.93 m  |            |
| 19        | 40     | Dalila Rugama (NCA)          | 47.81  | 51.42  | 46.18  | 51.42 m  |            |
| 20        | 41     | Natallia Shymchuk (BLR)      | 51.23  | X      | 48.11  | 51.23 m  |            |
| 21        | 42     | Leryn Franco (PAR)           | 49.17  | 48.20  | 50.37  | 50.37 m  |            |
| 22        | 43     | Romina Maggi (ARG)           | 46.00  | 48.57  | 48.58  | 48.58 m  |            |
| —         | —      | Jekaterina Ivakina (RUS)     | X      | X      | X      | NM       |            |

#### Grupp B
| Placering | Totalt | Idrottare                  | Försök | Försök | Försök | Resultat | Noteringar |
| Placering | Totalt | Idrottare                  | 1      | 2      | 3      | Resultat | Noteringar |
| --------- | ------ | -------------------------- | ------ | ------ | ------ | -------- | ---------- |
| 1         | 2      | Nikola Brejchová (CZE)     | 64.39  | —      | —      | 64.39 m  |            |
| 2         | 6      | Laverne Eve (BAH)          | 62.11  | —      | —      | 62.11 m  | SB         |
| 3         | 8      | Sonia Bisset (CUB)         | 61.45  | —      | —      | 61.45 m  |            |
| 4         | 12     | Noraida Bicet (CUB)        | 59.45  | 60.61  | 60.97  | 60.97 m  |            |
| 5         | 13     | Mikaela Ingberg (FIN)      | 60.70  | 59.08  | 60.80  | 60.80 m  |            |
| 6         | 16     | Nikolett Szabó (HUN)       | 60.20  | 59.06  | 54.60  | 60.20 m  |            |
| 7         | 17     | Zuleima Araméndiz (COL)    | 58.77  | 58.99  | 59.94  | 59.94 m  | PB         |
| 8         | 19     | Aggeliki Tsiolakoudi (GRE) | 56.21  | 57.88  | 59.64  | 59.64 m  |            |
| 9         | 20     | Katherine Sayers (GBR)     | 59.11  | 53.64  | X      | 59.11 m  |            |
| 10        | 21     | Annika Suthe (GER)         | 58.70  | 56.81  | 55.62  | 58.70 m  |            |
| 11        | 24     | Aïda Sellam (TUN)          | 57.76  | 52.77  | 53.22  | 57.76 m  |            |
| 12        | 26     | Oksana Jarjgina (RUS)      | 57.57  | 54.20  | 50.28  | 57.57 m  |            |
| 13        | 29     | Christina Scherwin (DEN)   | 56.79  | 55.26  | 56.86  | 56.86 m  |            |
| 14        | 30     | Elisabetta Marin (ITA)     | 54.43  | X      | 56.34  | 56.34 m  |            |
| 15        | 31     | Rita Ramanauskaitė (LTU)   | 55.17  | X      | X      | 55.17 m  |            |
| 16        | 32     | Hristina Georgieva (BUL)   | 49.69  | 54.65  | 55.13  | 55.13 m  |            |
| 17        | 33     | Moonika Aava (EST)         | X      | 53.41  | 54.96  | 54.96 m  |            |
| 18        | 35     | Sunette Viljoen (RSA)      | 52.71  | 54.45  | 53.28  | 54.45 m  |            |
| 19        | 37     | Xue Juan (CHN)             | 52.97  | X      | X      | 52.97 m  |            |
| 20        | 38     | Lilija Dusmetova (UZB)     | 49.86  | 50.92  | 52.46  | 52.46 m  |            |
| 21        | 39     | Kim Kreiner (USA)          | 52.18  | X      | 51.46  | 52.18 m  |            |
| 22        | 44     | Patsy Selafina Akeli (SAM) | 45.93  | 45.64  | 43.84  | 45.93 m  |            |

### Final
| Placering | Idrottare                    | Försök | Försök | Försök | Försök | Försök | Försök | Längd   | Noteringar |
| Placering | Idrottare                    | 1      | 2      | 3      | 4      | 5      | 6      | Längd   | Noteringar |
| --------- | ---------------------------- | ------ | ------ | ------ | ------ | ------ | ------ | ------- | ---------- |
| 1         | Osleidys Menéndez (CUB)      | 71.53  | X      | 65.41  | 68.60  | 63.64  | —      | 71.53 m | OR         |
| 2         | Steffi Nerius (GER)          | 63.02  | 60.58  | X      | X      | 63.60  | 65.82  | 65.82 m | PB         |
| 3         | Mirela Manjani (GRE)         | 62.29  | 63.61  | X      | 62.20  | X      | 64.29  | 64.29 m | SB         |
| 4         | Nikola Brejchová (CZE)       | 62.46  | 63.77  | 64.23  | X      | 63.77  | 62.55  | 64.23 m |            |
| 5         | Sonia Bisset (CUB)           | 61.93  | 59.58  | 60.39  | 60.32  | 60.20  | 63.54  | 63.54 m |            |
| 6         | Laverne Eve (BAH)            | 57.25  | 58.09  | 62.77  | 58.50  | X      | 59.02  | 62.77 m | SB         |
| 7         | Noraida Bicet (CUB)          | 62.36  | 60.64  | 60.70  | 62.51  | 60.41  | 61.61  | 62.51 m |            |
| 8         | Tetjana Ljachovjtj (UKR)     | 59.52  | 57.26  | 61.75  | X      | 57.39  | 55.70  | 61.75 m |            |
|           |                              |        |        |        |        |        |        |         |            |
| 9         | Savva Lika (GRE)             | 58.58  | 60.91  | 60.53  |        |        |        | 60.91 m |            |
| 10        | Taina Kolkkala (FIN)         | 60.72  | 58.53  | 60.69  |        |        |        | 60.72 m |            |
| 11        | Felicia Țilea-Moldovan (ROU) | 58.04  | 57.42  | 59.72  |        |        |        | 59.72 m |            |
| 12        | Barbara Madejczyk (POL)      | 54.54  | 56.43  | 58.22  |        |        |        | 58.22 m |            |

## Rekord

### Världsrekord
- Osleidys Menéndez, Kuba - 71,54 - 1 juli 2001 - Rethimnon, Grekland

### Olympiskt rekord
- Osleidys Menéndez, Kuba - 71,53 - 27 augusti 2004 - Aten, Grekland

## Tidigare vinnare

### OS
- 1896 – 1928: Inga tävlingar
- 1932 i Los Angeles: Babe Didriksen, USA – 43,68
- 1936 i Berlin: Tilly Fleischer, Tyskland – 45,18
- 1948 i London: Herma Bauma, Österrike – 45,57
- 1952 i Helsingfors: Dana Zatopkova, Tjeckoslovakien – 50,47
- 1956 i Melbourne: Inese Jaunzeme, Sovjetunionen – 53,86
- 1960 i Rom: Elvira Ozolina, Sovjetunionen – 55,98
- 1964 i Tokyo: Mihaela Penes, Rumänien – 60,54
- 1968 i Mexico City: Angela Nemeth, Ungern – 60,36
- 1972 i München: Ruth Fuchs, DDR – 63,88
- 1976 i Montréal: Ruth Fuchs, DDR – 65,94
- 1980 i Moskva: Maria Ruenes, Kuba – 68,40
- 1984 i Los Angeles: Tessa Sanderson, Storbritannien – 69,56
- 1988 i Seoul: Petra Felke, DDR – 74,68
- 1992 i Barcelona: Silke Renk, Tyskland – 68,34
- 1996 i Atlanta: Heli Rantanen, Finland – 67,94
- 2000 i Sydney: Trine Hattestad, Norge – 68,91

### VM
- 1983 i Helsingfors: Tiina Lillak, Finland – 70,82
- 1987 i Rom: Fathima Withbread, Storbritannien – 76,64
- 1991 i Tokyo: Demei Xu, Kina - 68,78
- 1993 i Stuttgart: Trine Hattestad, Norge – 69,18
- 1995 i Göteborg: Natalia Sjikolenko, Vitryssland – 67,56
- 1997 i Aten: Trine Hattestad, Norge – 68,78
- 1999 i Sevilla: Mirela Manjani, Grekland – 67,09
- 2001 i Edmonton: Mirela Manjani, Grekland – 66,70
- 2003 i Paris: Mirela Manjani, Grekland – 66,52